# Eduard Nehm
Eduard Nehm (* 12. November 1908 in Kiel; † 1974) war ein deutscher Jurist.

## Leben
Nehm wurde nach Studienende an der Universität Kiel mit einer Arbeit über „Die kündbaren Rechtsverhältnisse im Schuldrecht“ zum Dr. jur. promoviert. Zum 1. Mai 1933 trat er der NSDAP bei (Mitgliedsnummer 2.732.917). Nach Beginn des Zweiten Weltkrieges wurde er zur Wehrmacht eingezogen. Er wurde 1943 zum Ersten Staatsanwalt in Hamm ernannt, jedoch kam es nicht zur Amtsausübung.
Nach Kriegsende war er ab 1947 zunächst Staatsanwalt und ab 1949 Erster Staatsanwalt in Flensburg. Er wurde 1954 Oberstaatsanwalt beim Generalstaatsanwalt Adolf Voss und zugleich dessen Vertreter. Von 1961 bis 1973 war er Generalstaatsanwalt des Landes Schleswig-Holstein als Amtsnachfolger von Adolf Voss. Er war auch tätig in der Ermittlung in Sachen Heyde/Sawade.
Er war der Vater von Generalbundesanwalt Kay Nehm.